# Lunar and Planetary Institute
El Lunar and Planetary Institute, también conocido como LPI por sus siglas en inglés (Instituto Lunar y Planetario en español) es una organización dedicada al estudio y la investigación científica del sistema solar, incluyendo su formación, su evolución, y su estado actual.
El Instituto es parte  de la Asociación de Universidades de Investigación Espacial (USRA) y depende del Directorio de la Misión Científica de la Administración Nacional Aeronáutica y Espacial (NASA). Localizado en el 3600 Bay Area Bulevar en Houston, Texas, el LPI mantiene una colección extensa de datos lunares y planetarios, lleva a cabo tareas de educación y programas públicos externos, y ofrece organización de reuniones y servicios editoriales. También patrocina y organiza varios talleres y conferencias durante el año, incluyendo la Conferencia de Ciencia Lunar y Planetaria (LPSC) celebrada cada marzo en el área de Houston.

## Historia
En su discurso de marzo de 1968  en el Centro de Aeronaves Tripuladas (MSC) en Houston, Texas, el presidente de los Estados Unidos Lyndon B. Johnson anunció la fundación del Instituto de Ciencia Lunar (LSI).

"Daremos la bienvenida aquí a todos aquellos interesados en las ciencias espaciales. Fortaleceremos la cooperación entre la NASA y nuestras universidades. Y estableceremos patrones nuevos de cooperación científica que tendrán efectos profundos sobre el conocimiento humano del universo."
-- Presidente Lyndon B. Johnson, 1 de marzo de 1968

Por su parte, el profesor Luther J. Carter señaló que "El instituto proporcionará una base para científicos externos, animándoles a visitar el Centro de Aeronaves Tripuladas y a utilizar sus laboratorios, fotografías lunares, y (finalmente) sus muestras de roca. El Instituto será visto como un importante estímulo potencial a la ciencia lunar en el Centro de Aeronaves Tripuladas y en cualquier otro lugar."

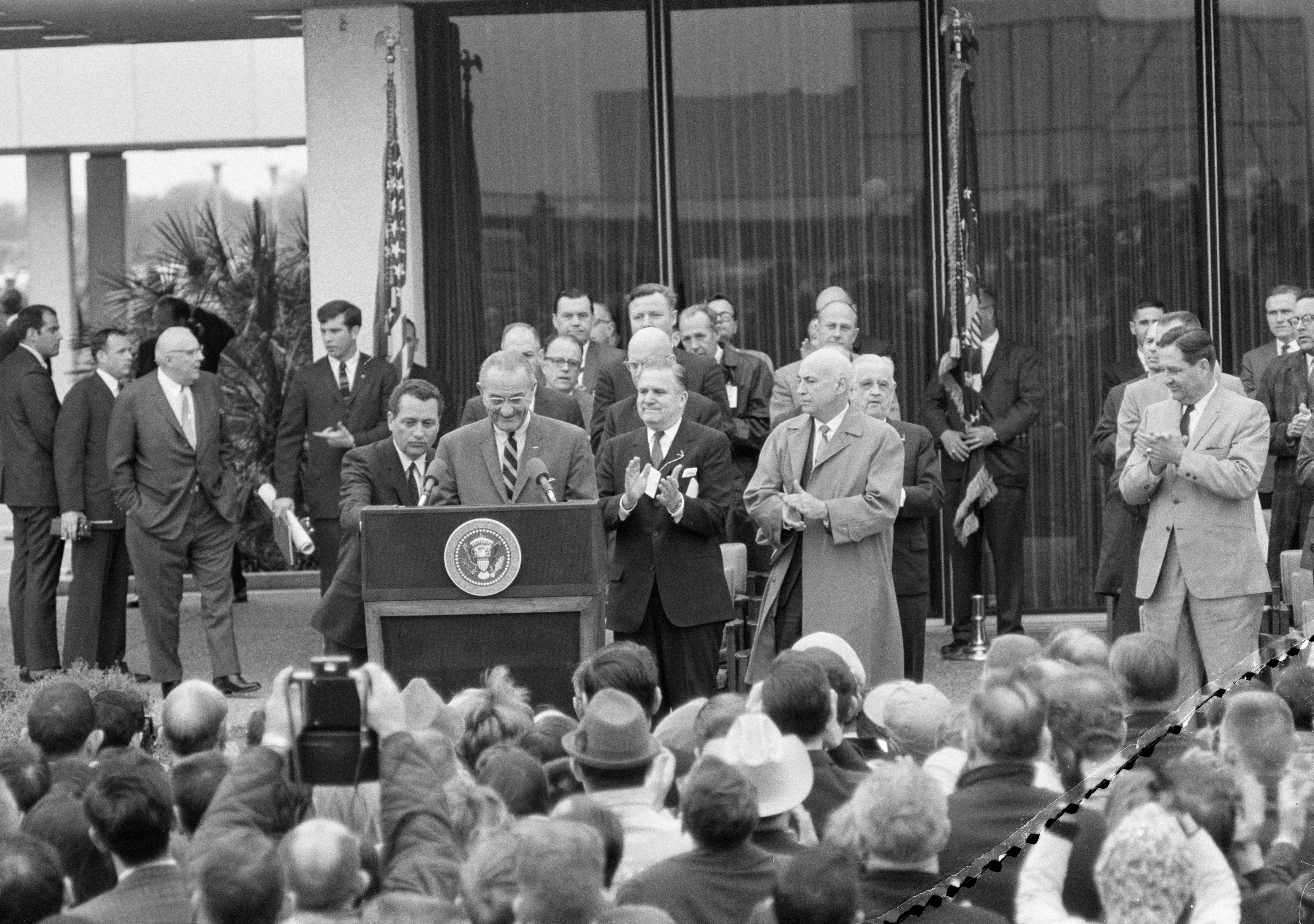
El Presidente Johnson anuncia la creación del LSI (1968)

Este anuncio era la culminación  de las reuniones y los encuentros que implicaron a la NASA, la Academia Nacional de Ciencias, la Asociación de Investigación de las Universidades (USRA) y varias universidades importantes. Inicialmente operado por la Academia Nacional de Ciencias, la USRA se hizo cargo de la administración del Instituto de Ciencia Lunar el 11 de diciembre de 1969.

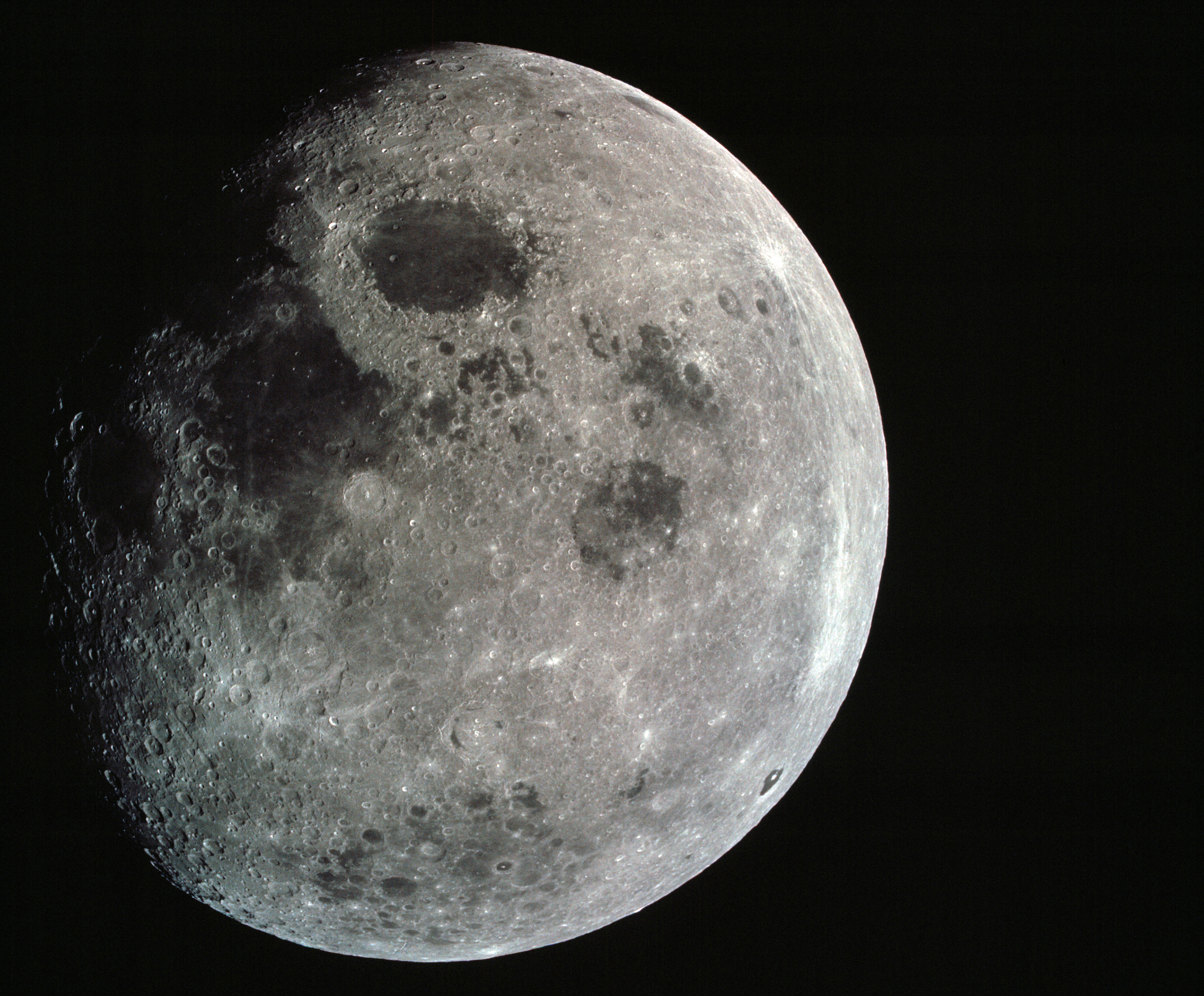
La Luna desde el Apolo 8 (22 de diciembre de 1968)

William W. Rubey fue nombrado el primer director del Instituto, coincidiendo con la transición a la nueva administración bajo la USRA. Se estableció un programa de científicos universitarios visitantes, se organizó el primer simposio, y se presentó la primera conferencia de la serie de seminarios del LSI. El Instituto de Ciencia Lunar fue formalmente fundado el 4 de enero de 1970, en la Antigua Mansión Oeste en NASA Road 1, cerca del Centro de Aeronaves Tripuladas.
Thomas R. McGetchin fue nombrado director en 1977. Bajo su liderazgo, se expandieron los objetivos del Instituto de Ciencia Lunar para incluir el estudio del sistema solar entero, cambiándose su nombre al de Instituto Lunar y Planetario.
En 1991, bajo la jefatura de David C. Black, el LPI se trasladó a una nueva sede. Este nuevo edificio combinó varias divisiones y operaciones de la USRA en la misma ubicación. El edificio, inaugurado en enero de 1992, incrementó el número de oficinas, salas de reuniones  y el espacio disponible para la biblioteca y los ordenadores, mejorando la funcionalidad de la USRA en Houston.
El LPI continúa operarando en el edificio de la USRA en Houston bajo la dirección de Louise Prockter.

## Ciencia

### Enfoque general
Los temas de investigación del LPI incluyen la formación y evolución del sistema solar, petrología y geoquímica de materiales planetarios y volátiles, interiores planetarios, vulcanismo, tectónica, y cráteres de impacto. El ámbito de objetivos de investigación abarca desde Mercurio hasta Plutón y las lunas heladas del sistema solar.

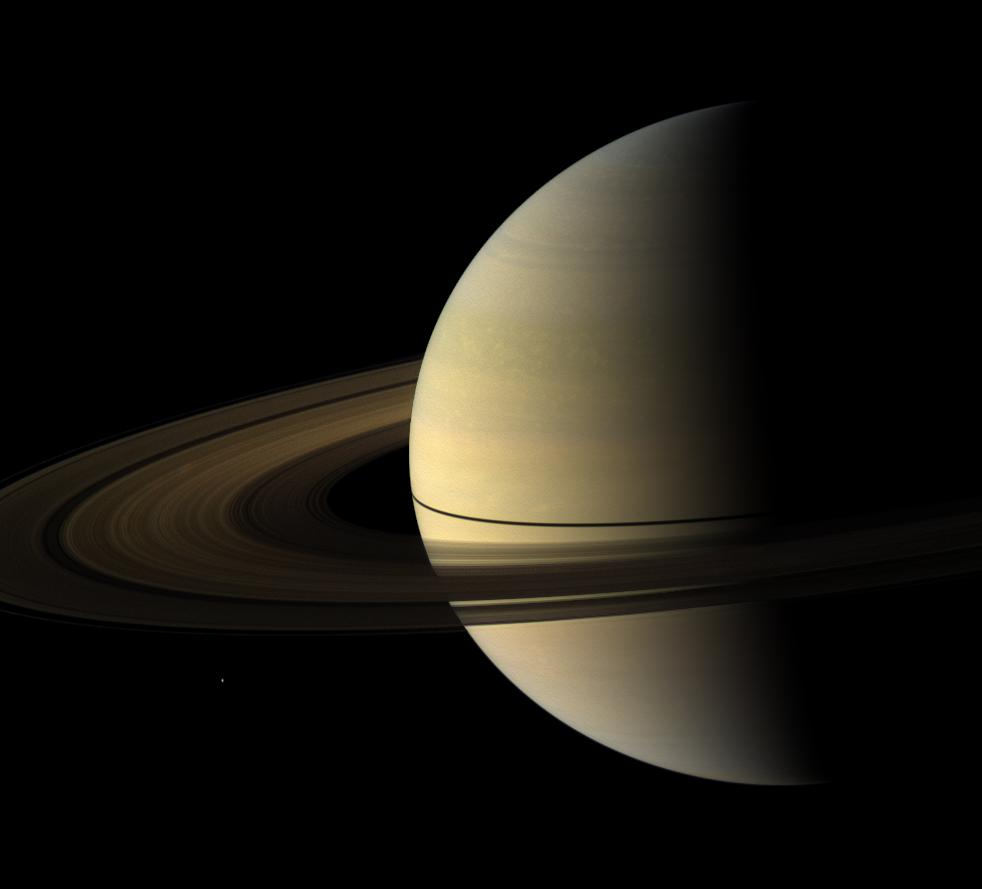
Saturno desde el Orbitador Cassini

El LPI actualmente mantiene un grupo de científicos residentes, así como de científicos visitantes, miembros postdoctorales y licenciados. Los científicos residentes proporcionan la experiencia en ciencia planetaria necesaria en el LPI para conseguir sus objetivos y mantener su eficiencia científica a través de la revisón recíproca de actividades.
El Centro de Ciencia y Exploración Lunares, un proyecto de colaboración entre el Instituto Lunar y Planetario y el Centro Espacial Johnson, es una parte integral del Instituto de Exploración Virtual del Sistema Solar (SSERVI) (anteriormente, Instituto de Ciencia Lunar de la NASA), se fundó en 2009. El Centro está diseñado para desarrollar un multi-programa nuclear de ciencia lunar institucional; proporcionar experiencia científica y técnica a la NASA; dar soporte al desarrollo de una comunidad de ciencia lunar; y desarrollar la educación acerca de la ciencia lunar y una serie de programas externos.

### Grupos de análisis
El LPI proporciona soporte a numerosos grupos de análisis comunitario de la NASA, incluyendo:
Equipo de Planificación del Análisis y Conservación de Materiales Extraterrestres (CAPTEM) - responsable del cuidado y la distribución de todas las muestras  extraterrestres recogidas por la NASA, que incluyen las muestras lunares del programa Apolo, materiales de misiones de recogida de muestras, y materiales sólidos del sistema solar
Grupo de Análisis de Exploración Lunar (LEAG) - responsable de analizar científica, técnica, comercial, y operacionalmente los asuntos relacionados con la exploración lunar en respuesta a requerimientos de la NASA
Grupo de Análisis del Programa de Exploración de Marte (MEPAG) - responsable de proporcionar datos científicos para planear y establecer prioridades en las futuras actividades de exploración de Marte en las próximas décadas
Grupo de Evaluación de Planetas Exteriores (OPAG) - responsable de identificar las prioridades científicas y los pasos a dar en la exploración del sistema solar exterior
Grupo de Trabajo de Optimización Científica y Exploración (OSEWG) - responsable de dirigir la exploración e investigación científica durante las incursiones lunares y las misiones externas, con extensión a las futuras misiones a Marte
Grupo de Evaluación de Pequeños Cuerpos (SBAG) - responsable de identificar oportunidades y prioridades científicas para la exploración de asteroides, cometas, polvo interplanetario, pequeños satélites, y objetos trans-Neptunianos y para proporcionar datos científicos sobre la utilidad de asteroides y cometas como soporte de actividades espaciales humanas
Grupo de Análisis de Exploración de Venus (VEXAG) - responsable de identificar estrategias y prioridades científicas para la exploración de Venus
Equipo de Mapas e Infraestructura Espacial Planetario  (MAPSIT) - asegurando que los datos planetarios recopilados sean utilizables para cualquier propósito, ahora y en el futuro

### Programas de Verano para Internos
El LPI organiza un Programa de Verano para Internos que proporciona a los estudiantes una oportunidad de participar en investigaciones punteras en ciencias planetarias. Se desarrollan en la sede del LPI o en el Centro Espacial Johnson, con el objeto de colaborar en proyectos de investigación en curso. Los Programas permiten experimentar un entorno de investigación real a los participantes, pudiendo aprender de algunos de los principales científicos planetarios, y recibir una visión previa de sus posibles carreras futuras.
Entre los años 2008 y 2013, el LPI también habilitó un Programa de Verano para Internos de Exploración Lunar, diseñado para evaluar posibles lugares de aterrizaje para misiones de exploración robótica y humana. Los internos trabajaron con el personal científico del LPI y otros colaboradores. El programa estaba abierto a estudiantes de posgrado en geología, ciencias planetarias, y campos relacionados, y pregraduados con al menos 50 horas de crédito semestrales. En 2015 se puso en marcha un nuevo  Programa de Verano para Internos, basado en el éxito del programa anterior, pero con un alcance más amplio que incluye tanto la Luna como los asteroides cercanos a la Tierra.

## Reuniones
El LPI organiza y patrocina numerosos talleres sobre ciencias planetarias y conferencias durante el año tanto nacionales como internacionales, incluyendo la Conferencia Anual de Ciencia Lunar y Planetaria. Este importante evento de cinco días celebrado en el área de Houston en marzo reúne a especialistas internacionales en petrología, geoquímica, geofísica, geología, y astronomía para presentar hallazgos científicos en ciencia planetaria. El LPSC también pone su foco en la época del programa Apolo y en las primeras reuniones centradas en el estudio de las muestras lunares. Después de cuatro décadas, esta conferencia todavía continúa dando frutos, con la participación de investigadores y científicos planetarios de alrededor del mundo.

## Publicaciones
El LPI ha colaborado en diversas publicaciones de las prestigiosas Space Science Series de la University of Arizona Press, incluyendo Asteroids III (ISBN 0816522812), Comets II (ISBN 0816524505), Europa (ISBN 9780816528448), Meteorites and the Early Solar System II (ISBN 9780816525621), Origin of the Earth and Moon (ISBN 0816520739), Protostars and Planets V (ISBN 9780816526543), The Solar System Beyond Neptune (ISBN 9780816527557), and Comparative Climatology of Terrestrial Planets (ISBN 9780816530595). También publica un gran número de documentos de trabajo sobre ciencia planetaria y una serie de boletines, como el Lunar and Planetary Information Bulletin. Desde junio de 2014, dieciocho libros sobre ciencia lunar y planetaria como Traces of Catastrophe y Lunar Stratigraphy and Sedimentology, están disponibles en línea.

## Educación y actividades públicas
El LPI tiene una larga tradición en el campo de la educación en ciencia espacial, así como en la difusión pública de sus hallazgos a través de distintos programas y recursos. Esta actividad está dirigida a una amplia audiencia, incluyendo estudiantes y profesores de educación primaria, pregraduados, licenciados, y alumnado de posgrado; así como al público en general, convocado en auditorios formales e informales a escala local, regional y nacional.
Estos programas y recursos incluyen las actividades siguientes:
Explora! Diversión con Ciencia - un programa diseñado para llevar la ciencia espacial a bibliotecas y entornos de aprendizaje informal
SkyFest -  Un conjunto de programas libres abiertos a todas las  edades, que ofrece la posibilidad de contemplar el cielo nocturno y una serie de actividades recreativas y talleres unas cuatro veces al año
Exploraciones Cósmicas: Una Serie de Oradores - una serie de conferencias públicas de acceso gratuito presentadas por expertos internacionales en ciencias espaciales (disponibles en línea en el sitio web del LPI)

## Biblioteca
La biblioteca del LPI contiene más de 60.000 libros catalogados, documentos, mapas, películas y vídeos, y revistas electrónicas y boletines impresos. Su principal núcleo temático lo compone la colección de textos sobre geología y ciencia planetaria, extendida al campo del soporte informáticó centrado en la detección remota. Realiza tareas sistemáticas de escaneo para poner a disposición de la comunidad científica y el público en general numerosos libros de ciencia planetaria descatalogados, documentos e imágenes de la NASA, y trabajos relacionados. (Estas publicaciones están en dominio público o se solicita el permiso correspondiente.)
Esta colección es un Centro Regional de Imágenes Planetarias (RPIF)  de la NASA, e incluye fotografías, mapas, y otros datos de misiones planetarias que incluyen los recopilados por los programas Apolo, Lunar Orbiter, Clementine, Mars Pathfinder, Voyager 1, Voyager 2, Magallanes, Galileo y Mars Global Surveyor.
La biblioteca mantiene un weblog llamado What's New (Qué hay de Nuevo) que recoge las nuevas adquisiciones de documentos para la colección de la biblioteca, facilita un directorio de los servicios de la biblioteca y sus recursos, y ofrece noticias sobre qué está pasando en la biblioteca y en el RPIF del Instituto Lunar y Planetario.

## Directores del LPI
- William Walden Rubey (1968-1971)
- Joseph W. Chamberlain (1971-1973)
- David W. Strangway (1973)
- James W. Head (1973-1974)
- Robert O. Pepin (1974-1977)
- Thomas R. McGetchin (1977-1979)
- John R. Sevier (1979)
- Roger J. Phillips (1979-1982)
- Kevin C. Burke (1982-1988)
- David C. Black (1988-2002)
- Arch M. Reid (2002)
- Stephen J. Mackwell (2002–2016)
- Louise Prockter (desde 2016)